# Вулиця Снігурівська (Львів)
Вулиця Снігурівська — вулиця у Личаківському районі міста Львова, місцевість Великі Кривчиці. Пролягає від вулиці Бескидської паралельно залізниці до гаражних комплексів.

## Історія та забудова
Вулиця виникла у складі селища Кривчиці як безіменний проїзд, у 1962 році, після включення селища до складу Львова, отримала сучасну назву.
До вулиці не приписано жодного житлового будинку, забудови практично немає, окрім електропідстанції наприкінці вулиці.